# Přebor Moravskoslezského kraje
Přebor Moravskoslezského kraje tvoří společně s ostatními krajskými přebory skupiny páté nejvyšší fotbalové soutěže v Česku. Je řízen Moravskoslezským krajským fotbalovým svazem. Hraje se každý rok od léta do jara se zimní přestávkou. Účastní se ho 16 týmů z Moravskoslezského kraje, každý s každým hraje jednou na domácím hřišti a jednou na hřišti soupeře. Celkem se tedy hraje 30 kol. Premiérovým ročníkem byl 1960/61.

## Postupový a sestupový klíč
Vítězem se stává tým s nejvyšším počtem bodů v tabulce a postupuje do Divize E. Poslední týmy sestupují do I. A třídy (skupina A a B) podle spádovosti. Do Přeboru Moravskoslezského kraje postupují vítězové obou skupin I. A třídy. Pokud do přeboru nesestoupí tým z divize, pak je počet účastníků doplněn lepším týmem ze druhého místa obou skupin I. A třídy.

## Vývoj názvu, úrovně a počtu účastníků
- 1960 – 1965 Severomoravský krajský přebor (jedna ze skupin 3. nejvyšší soutěže, 14 účastníků)
- 1965 – 1969 Severomoravský oblastní přebor (jedna ze skupin 4. nejvyšší soutěže, 14 účastníků)
- 1969 – 1972 Severomoravský župní přebor (jedna ze skupin 5. nejvyšší soutěže, 14 účastníků)
- 1972 – 1977 Severomoravský krajský přebor (jedna ze skupin 5. nejvyšší soutěže, 16 účastníků)
- 1977 – 1981 Severomoravský krajský přebor (jedna ze skupin 4. nejvyšší soutěže, 16 účastníků)
- 1981 – 1983 Severomoravský krajský přebor (jedna ze skupin 5. nejvyšší soutěže, 16 účastníků)
- 1983 – 1986 Severomoravský krajský přebor (jedna ze skupin 5. nejvyšší soutěže, podskupiny A a B po 14 účastnících)
- 1986 – 1991 Severomoravský krajský přebor (jedna ze skupin 5. nejvyšší soutěže, 16 účastníků)
- 1991 – 2002 Slezský župní přebor (jedna ze skupin 5. nejvyšší soutěže, 16 účastníků)
- 2002 – dosud Přebor Moravskoslezského kraje (jedna ze skupin 5. nejvyšší soutěže, 16 účastníků)

## Pandemie covidu-19
Z důvodu pandemie covidu-19 v Česku byl ročník 2019/20 z rozhodnutí FAČR ukončen po patnácti odehraných kolech. Následující ročník 2020/21 byl nejdříve přerušen během podzimu po neúplném 11. kole a následně na jaře ukončen.

## Vítězové
| Ročník  | Vítězný tým                  |
| ------- | ---------------------------- |
| 1960/61 | TJ TŽ Třinec                 |
| 1961/62 | VTJ Dukla Olomouc            |
| 1962/63 | TJ MŽ Olomouc                |
| 1963/64 | TJ Baník OKD Ostrava „B“     |
| 1964/65 | VTJ Dukla Olomouc            |
| 1965/66 | TJ Slezan Frýdek-Místek      |
| 1966/67 | TJ NHKG Ostrava              |
| 1967/68 | TJ Baník 1. máj Karviná      |
| 1968/69 | TJ VOKD Poruba               |
| 1969/70 | TJ VŽKG Ostrava „B“          |
| 1970/71 | TJ Baník Důl Doubrava Orlová |
| 1971/72 | TJ VP Frýdek-Místek          |
| 1972/73 | TJ Baník Havířov             |
| 1973/74 | TJ Baník 1. máj Karviná      |
| 1974/75 | TJ Baník Dolní Suchá         |
| 1975/76 | TJ Spartak PS Přerov         |
| 1976/77 | TJ TŽ Třinec „B“             |
| 1977/78 | TJ Spartak PS Přerov         |
| 1978/79 | TJ Tatra Kopřivnice          |
| 1979/80 | TJ MS Karolinka              |

| Ročník  | Vítězný tým                              |
| ------- | ---------------------------------------- |
| 1980/81 | TJ Nový Jičín                            |
| 1981/82 | TJ Slavoj Bruntál                        |
| 1982/83 | TJ Baník ČSA Karviná                     |
| 1983/84 | …                                        |
| 1984/85 | TJ Slavoj Bruntál vítěz sk. B            |
| 1985/86 | TJ Baník Důl Doubrava Orlová vítěz sk. A |
| 1986/87 | TJ Vítkovice „B“                         |
| 1987/88 | TJ Krnov                                 |
| 1988/89 | TJ Sigma Dolní Benešov                   |
| 1989/90 | TJ Zbrojovka Vsetín                      |
| 1990/91 | …                                        |
| 1991/92 | TJ Tatra Kopřivnice                      |
| 1992/93 | Kovona Karviná                           |
| 1993/94 | TJ Důl 9. květen Albrechtice             |
| 1994/95 | FK Krnov                                 |
| 1995/96 | SK Železárny Třinec „B“                  |
| 1996/97 | SK Rapid Muglinov                        |
| 1997/98 | SK Kravaře                               |
| 1998/99 | SK Dětmarovice                           |
| 1999/00 | TJ Lokomotiva Petrovice                  |

| Ročník  | Vítězný tým                      |
| ------- | -------------------------------- |
| 2000/01 | FC IRP Český Těšín               |
| 2001/02 | FC Hlučín                        |
| 2002/03 | FK Sokol Mokré Lazce             |
| 2003/04 | Jakubčovice Fotbal               |
| 2004/05 | Fotbal Fulnek                    |
| 2005/06 | SFC Opava                        |
| 2006/07 | SK Bohuslavice                   |
| 2007/08 | TJ VOKD-Poruba TCHAS             |
| 2008/09 | Jakubčovice Fotbal               |
| 2009/10 | TJ Sokol Lískovec                |
| 2010/11 | FK Krnov                         |
| 2011/12 | MFK OKD Karviná „B“              |
| 2012/13 | FC MSA Dolní Benešov             |
| 2013/14 | TJ Jiskra Rýmařov                |
| 2014/15 | FC Odra Petřkovice               |
| 2015/16 | SC Pustá Polom                   |
| 2016/17 | FK Bospor Bohumín                |
| 2017/18 | SK Dětmarovice                   |
| 2018/19 | SK Beskyd Frenštát pod Radhoštěm |
| 2019/20 | ŠSK Bílovec                      |

| Ročník  | Vítězný tým    |
| ------- | -------------- |
| 2020/21 | ŠSK Bílovec    |
| 2021/22 | FK Krnov       |
| 2022/23 | TJ Řepiště     |
| 2023/24 | SC Pustá Polom |

### Vícenásobní vítězové
- 3 – FK Krnov (1987/88 jako TJ Krnov, 1994/95 a 2010/11)
- 2 – VTJ Dukla Olomouc (1961/62 a 1964/65)
- 2 – FK 1. máj Karviná (1967/68 a 1973/74 jako TJ Baník 1. máj Karviná)
- 2 – SC Pustá Polom (2015/16 a 2023/24)
- 2 – Fotbal Poruba 2011 (1968/69 jako TJ VOKD Poruba a 2007/08 jako TJ VOKD-Poruba TCHAS)
- 2 – FC Vítkovice „B“ (1969/70 jako TJ VŽKG Ostrava „B“ a 1986/87 jako TJ Vítkovice „B“)
- 2 – FK Slavia Orlová (1970/71 a 1985/86 jako TJ Baník Důl Doubrava Orlová)
- 2 – HFK Přerov (1975/76 a 1977/78 jako TJ Spartak PS Přerov)
- 2 – FK Fotbal Třinec „B“ (1976/77 jako TJ TŽ Třinec „B“ a 1995/96 jako SK Železárny Třinec „B“)
- 2 – FC Kopřivnice (1978/79 a 1991/92 jako TJ Tatra Kopřivnice)
- 2 – FC Slavoj Bruntál (1981/82 a 1984/85 jako TJ Slavoj Bruntál)
- 2 – FC Dolní Benešov (1988/89 jako TJ Sigma Dolní Benešov a 2012/13 jako FC MSA Dolní Benešov)
- 2 – TJ Tatran Jakubčovice (2003/04 a 2008/09 jako Jakubčovice Fotbal)
- 2 – SK Dětmarovice (1998/99 a 2017/18)